# Kortárs ukrán irodalom
A kortárs ukrán irodalmat a Szovjetunió felbomlásától, illetve Ukrajna 1991-es függetlenné válásától datáljuk. Ekkor megszűnt a szovjet államokra erőltetett cenzúra, s a művészek, szakítva a szocialista realizmus stílusával, elkezdhettek szabadon alkotni, írni, zenét szerezni. Az ukrán irodalomban már a peresztrojka idején (1985), illetve a Csernobili katasztrófát követően történtek lényeges változások. Egyes irodalmárok a modern ukrán stílus megjelenését az 1970-es évekhez kötik, s a ’60-as évek szovjet disszidenseinek tulajdonítják.
A növekvő szabadság, a nemzetközi nyitás és a külföldi könyvekhez való hozzáférés miatt a kortárs ukrán irodalom merőben eltér szovjet és klasszikus elődeitől. Íróik gyakran feszegetnek korábban tabunak számító témákat (Holodomor, szexualitás, drogok, deviancia), alkotnak új stílusban (posztmodern, neoavantgárd, profán, szurzsik), műveikre pedig jellemző a sokszínűség, műfaji keveredés, sokk-hatás, illetve a társadalmi és történelmi kérdésekre való reflektálás.
A modern ukrán irodalom részét orosz anyanyelvű írók is képzik, akik a sci-fi és fantasy műfajában arattak sikert.

## Története

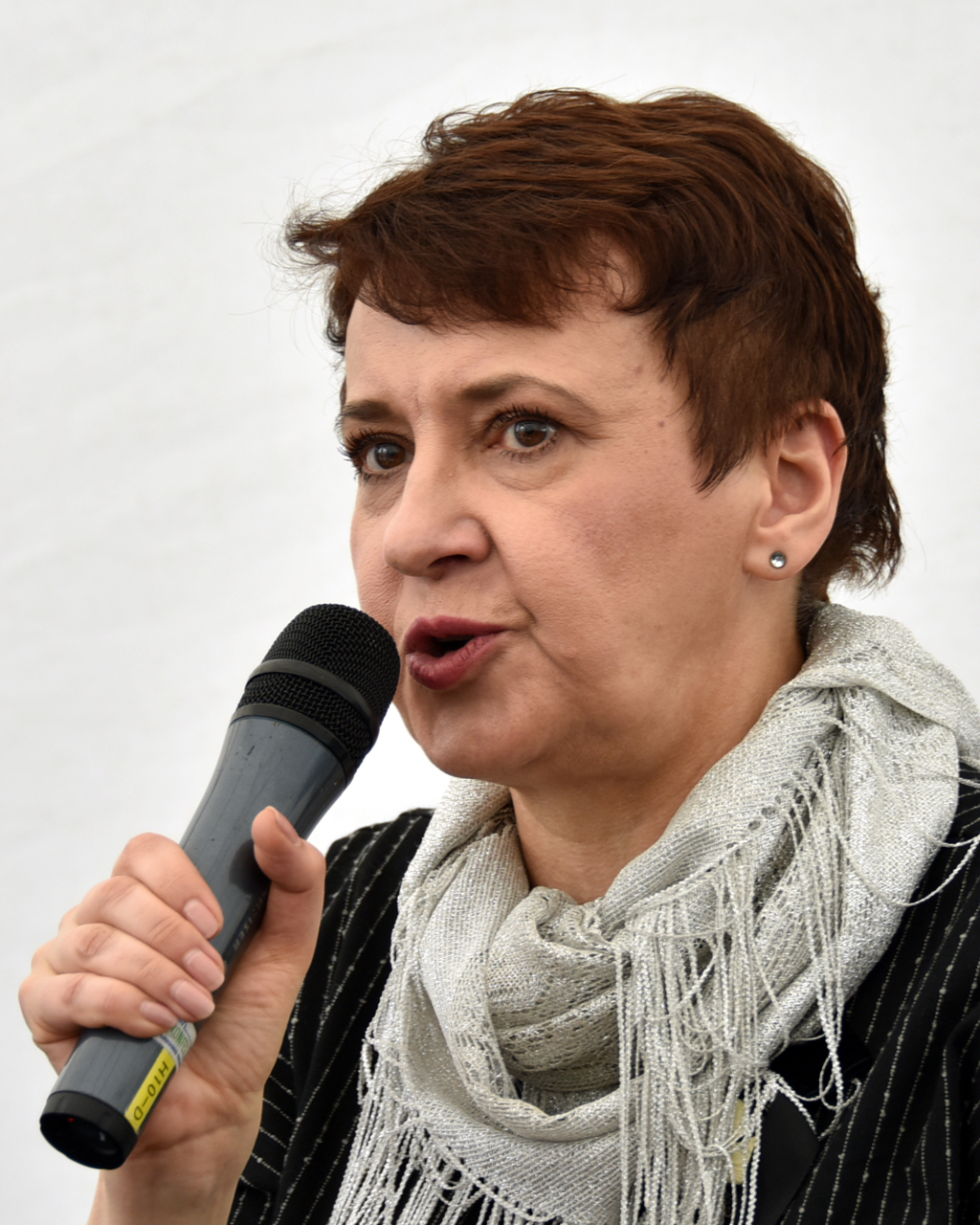
Okszana Zabuzsko

A Szovjetunió megalakulásakor az új szovjet vezető, Joszif Sztálin felszámolta az ukrán irodalmi modernizmust olyan költők és írók szisztematikus kiirtásával, akik az 1917 utáni korenyizacija és ukránosítás idején alapították meg a ma kivégzett újjászületés néven ismert irodalmi mozgalmat. Onnantól kezdve − az ukrán diaszpórát leszámítva − a cenzúra, az erőltetett szocialista realizmus, oroszosítás és irodalmi stagnálás jellemezték az ukrán irodalmat, melynek eredményeként számos kortárs alkotó ír ma klasszikus, modernista vagy posztmodern stílusban, hogy pótolják a történelmi űrt.
Egyes ukrán írók már a Szovjetunió vége felé elhatárolódtak a szocialista realizmustól, köztük Valerij Sevcsuk pszichológiai prózájával, illetve Vaszil Zemljak és Volodimir Drozd, akik a mágikus realizmushoz hasonló stílusban alkottak. Léteztek ezen kívül underground irodalmi körök is, mint például a Kijevi Költészeti Iskola (Vaszil Holoborogyko, Mikola Vorobjov, Viktor Kordun, Mihajlo Hrihoriv), a szamizdatos Szkrinya köré rendeződött lvivi írók (Hrihorij Csubaj, Oleh Liseha, Mikola Rjabcsuk, Viktor Morozov, Roman Kisz, Oreszt Javorszki), illetve disszidens írók, mint például Ihor Kalinec. A Kijevi Ironikus Iskola alkotóit (Volodimir Gyibrova, Bohdan Zsoldak, Lesz Podervjanszkij) az ukrán posztmodern előfutáraiként tartják számon.

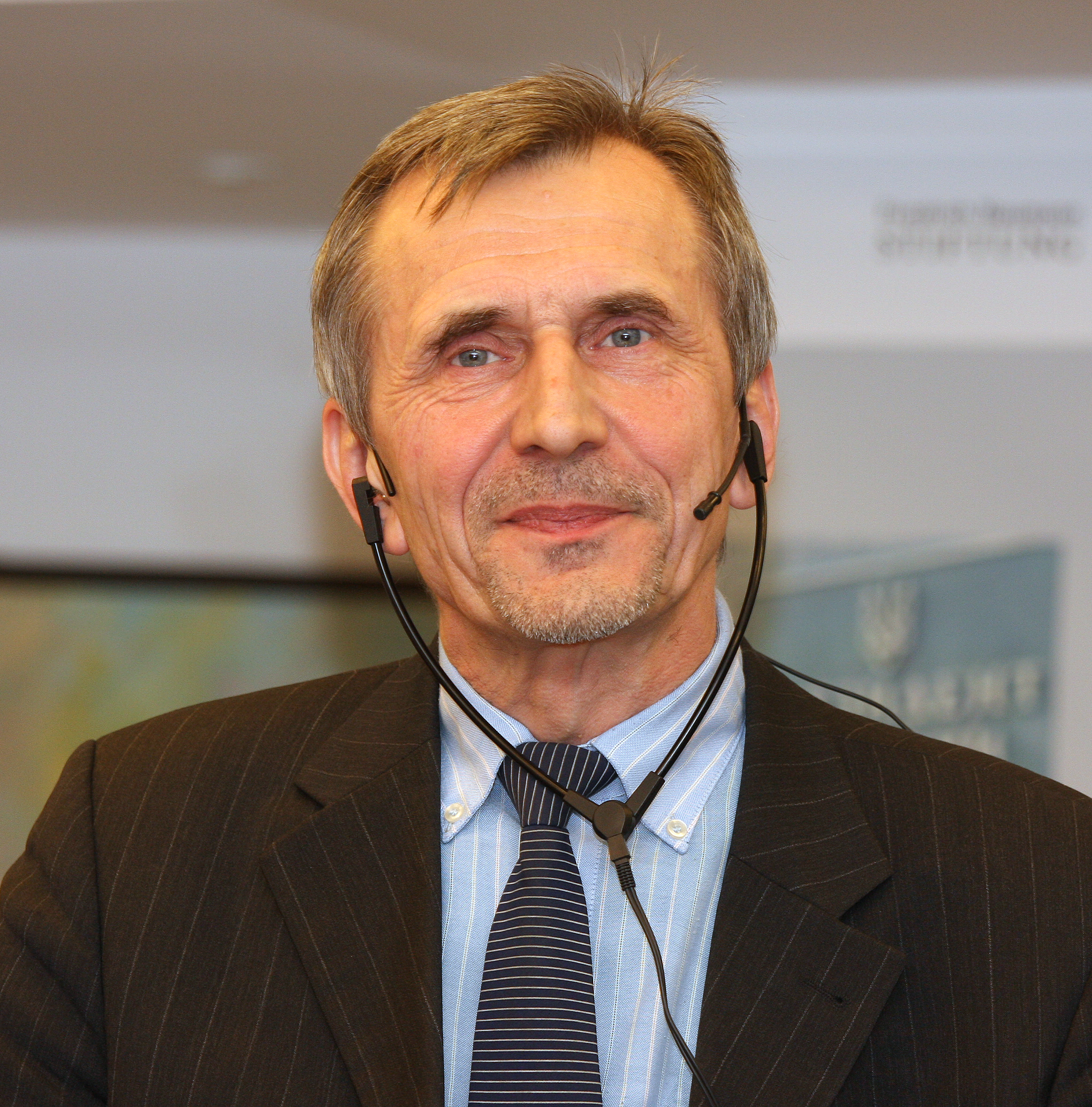
Mikola Rjabcsuk

A peresztrojka idején enyhülni kezdett a szovjet alkotók cenzúrázása, ezen felbátorodva az ukrán írók és költők korábban tiltott stílusokhoz és témákhoz is hozzá mertek már nyúlni.
Felszínre kerülhettek az 1920-as évek kivégzett újjászületésének tiltott művei, az ukrán diaszpóra antikommunista írói és költői, és végre szabadon publikálhattak a szamizdatos írók is.
A Gorbacsov ellen indított, 1991-es, meghiúsult augusztusi puccsot, majd az ukrán függetlenség kikiáltását követően az ukránokra tíz év komoly társadalmi átrendeződés várt. A privát szektornak kellett kitöltenie a szovjet irányítású könyvkiadói rendszer után hagyott űrt, mely kizárólag olyan írókat támogatott és publikált, akik lojálisnak bizonyultak és vakon engedelmeskedtek a szovjet rezsimnek.
Emellett az író társadalomban betöltött szerepét is újra kellett értelmezni. A rezsim saját költőinek és íróinak meghatározó társadalmi és politikai szerepük volt a Szovjetunió fennállása alatt, akiket az új, posztmodern alkotók (elsősorban a Bu-Ba-Bu csoport költői, köztük Jurij Andruhovics, Viktor Neborak és Olekszandr Irvanec) előszeretettel lepleztek le és figuráztak ki.
Irodalmi körök Kijev mellett máshol is alakultak, a sztaniszlavi jelenség például Ivano-Frankivszkből indult, és olyan kimagasló írók voltak tagjai, mint Jurij Andruhovics, Jurij Izdrik, Tarasz Prohaszko, Halina Petrosanyak vagy Marija Mikicej.
Mikola Rjabcsuk az ukrán irodalmi élet kiemelkedő egyéniségének számított az 1980-as és kora ’90-es évek idején. Ő szerkesztette Szucsasznyiszty (Сучасність) címmel az akkori idők legmeghatározóbb irodalmi folyóiratát, melyben a későbbiek során elismert írókká vált alkotók publikálhatták első írásaikat.
A kortárs ukrán irodalomra az ukrán diaszpóra alkotói is hatottak, legfőképp az 1950-es, ’70-es években működő New York-i Ukrán Költők Csoportja, mely a modernizmus, szürrealizmus, egzisztencializmus és egyéb nyugati stílusokban alkotott, politikát és művészetet kettéválasztva. Illetve a ma már szabadon publikáló, a hatvanas évek disszidens írói is hatással voltak a kortárs ukrán irodalomra, akik a szamizdattal kerülték el a cenzúrát, és igyekeztek felhívni a figyelmet a vallásüldözésre, a Szovjetunió alatt Ukrajnára erőltetett oroszosításra és emberi jogi sérelmekre.

## Jellegzetessége

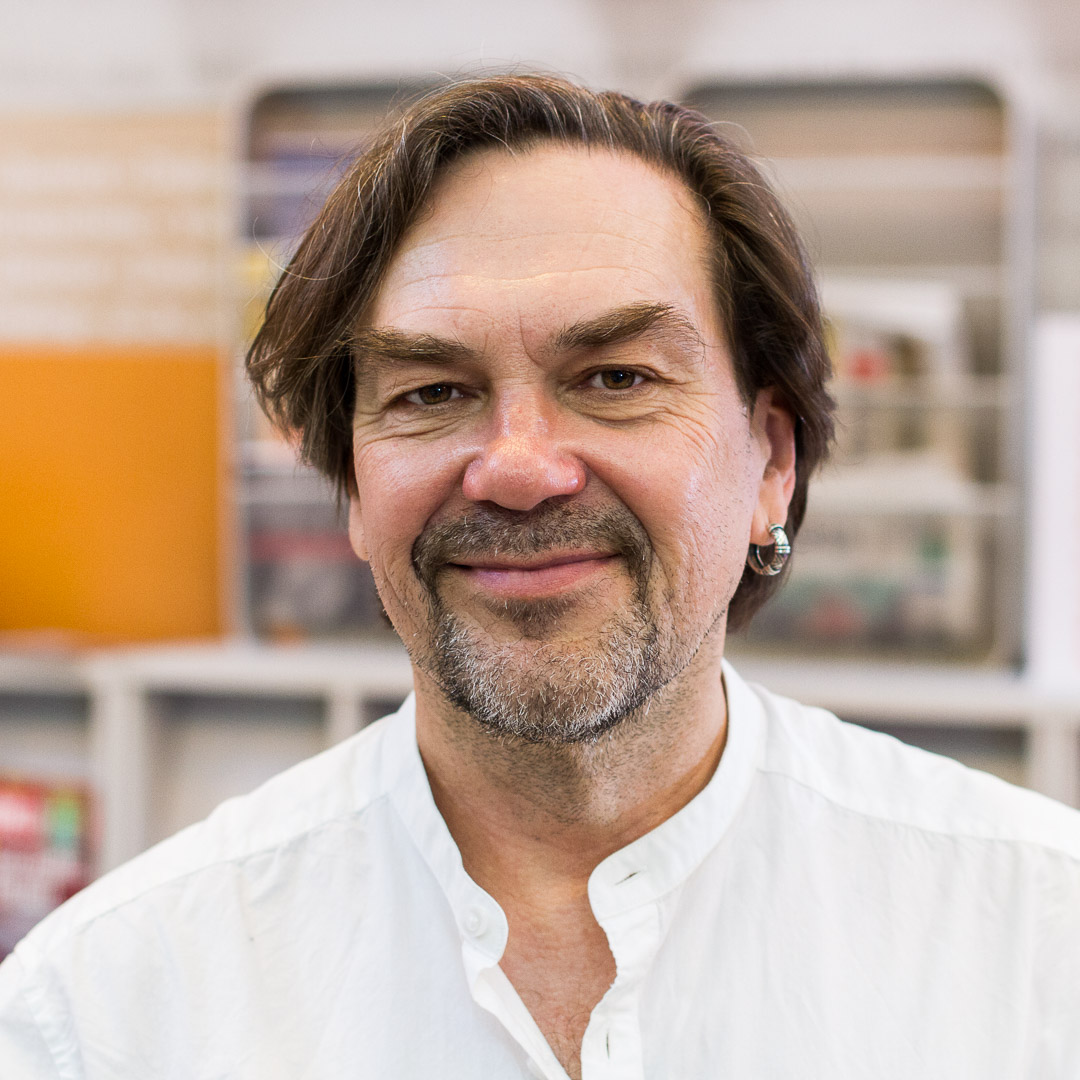
Jurij Andruhovics

A kortárs költők és írók műveinek jelentős része az emberi élet sötétebb oldaláról értekezik, köztük erőszakról és krízisekről, válaszul az évtizedekig uralkodó szovjet irodalom hamis, de elvárt optimizmusára.
Ukrajnában számos irodalmi fesztivált tartanak, közülük legnépszerűbbek a Lvivi Nemzetközi Irodalmi Fesztivál, a Meridian Czernowitz és a Kijivszki lavri.
Tréfából a függetlenség után alkotó ukrán írók egy része (Bohdan Zsoldak, Lesz Podervjanszkij, Volodimir Gyibrova, Mihajlo Brinih) kevert nyelven írt, mely az orosz és ukrán ötvözete, és szurzsik néven lett ismert. A szurzsik idővel a marginalizált társadalom nyelvévé vált.
Egyes ukrán alkotók továbbra is oroszul írnak – Andrij Kurkov közülük a legismertebb – de sok kortárs orosz sci-fi író született és él is Ukrajnában (H. L. Oldie, Alekszandr Zorics, Jurij Nyikitin, Andrej Valentyinov, Marina és Szerhij Gyacsenko, illetve Volodimir Arjenyev).

## Költészet

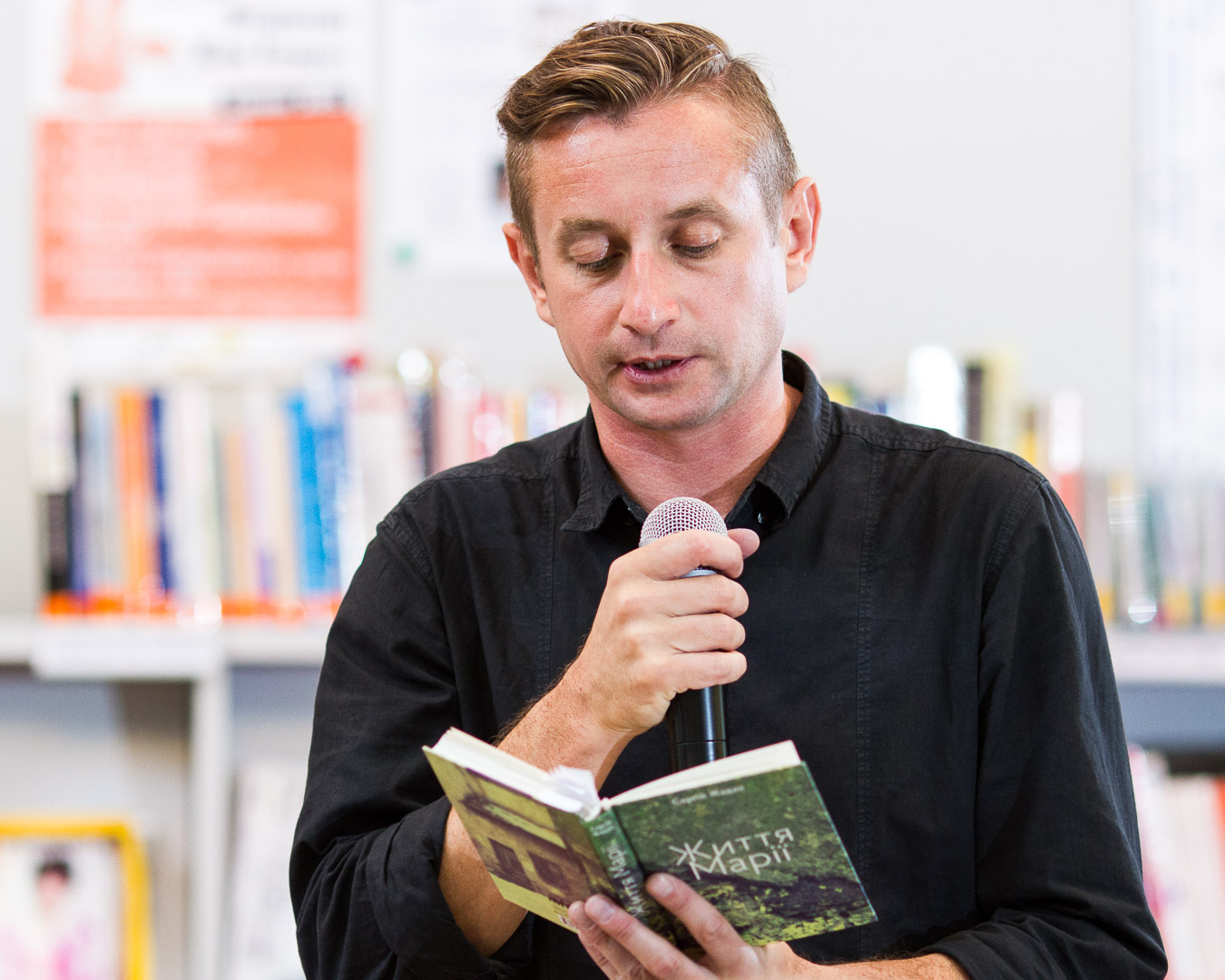
Szerhij Zsadan

Ismertebb ukrán költők: Jurij Andruhovics, Lesz Belej, Andrij Bondar, Vaszil Herasimjuk, Vaszil Holoborogyko, Marianna Kijanovszka, Pavlo Korobcsuk, Oleh Kocarev, Halina Kruk, Dmitro Lazutkin, Oleh Liseha, Andrij Ljubka, Ivan Malkovics, Bohdana Matyijas, Petro Migyanka, Kosztyantin Moszkalec, Ihor Pavljuk, Ihor Rimaruk, Irina Suvalova, Osztap Szlivinszkij, Volodimir Cibulko, Okszana Zabuzsko, Szerhij Zsadan.

## Próza

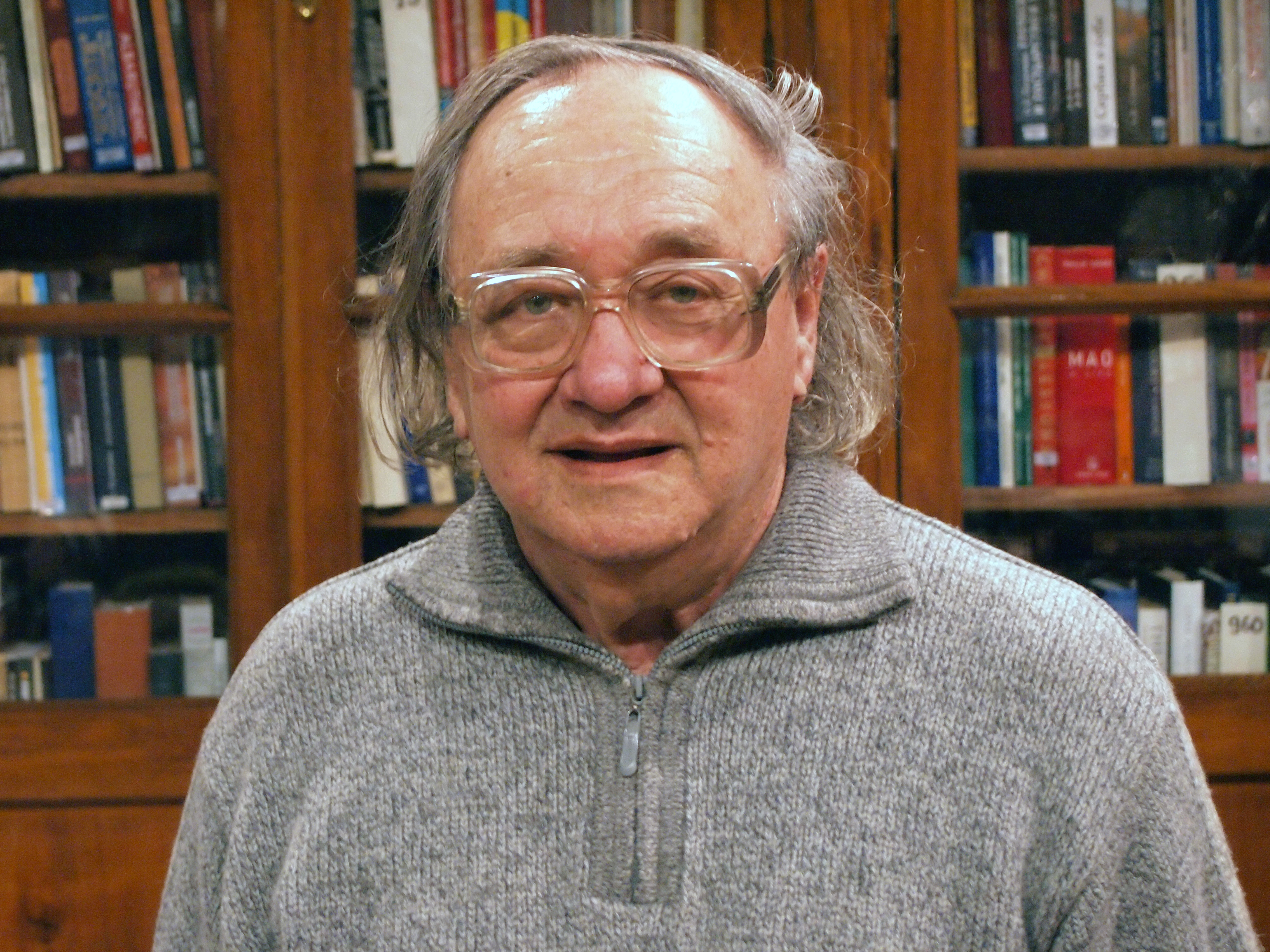
Valerij Sevcsuk

Prózaírók: Valerij Sevcsuk, Volodimir Gyibrova, Jurij Vinnicsuk, Jurij Gudz, Jurij Andruhovics, Okszana Zabuzsko, Jurij Pokalcsuk, Jurij Izdrik, Jevhen Paskovszkij, Olesz Uljanenko, Sztepan Procjuk, Tarasz Prohaszko, Natalka Sznyadanko, Szerhij Zsadan, Anatolij Dnyisztrovij, Dzvinka Matyijas, Irena Karpa, Tanya Maljarcsuk, Ljubko Deres, Markijan Kamis, Viktorija Amelina, Irina Cilik, Olekszij Csupa.
Ismert esszéisták: Ivan Korszak, Mikola Rjabcsuk, Vitalij Zsezsera, Jurij Andruhovics, Okszana Zabuzsko, Vaszil Mahno, Olekszandr Bojcsenko, Jurko Prohaszko, Anatolij Dnyisztrovij, Andrij Bondar.

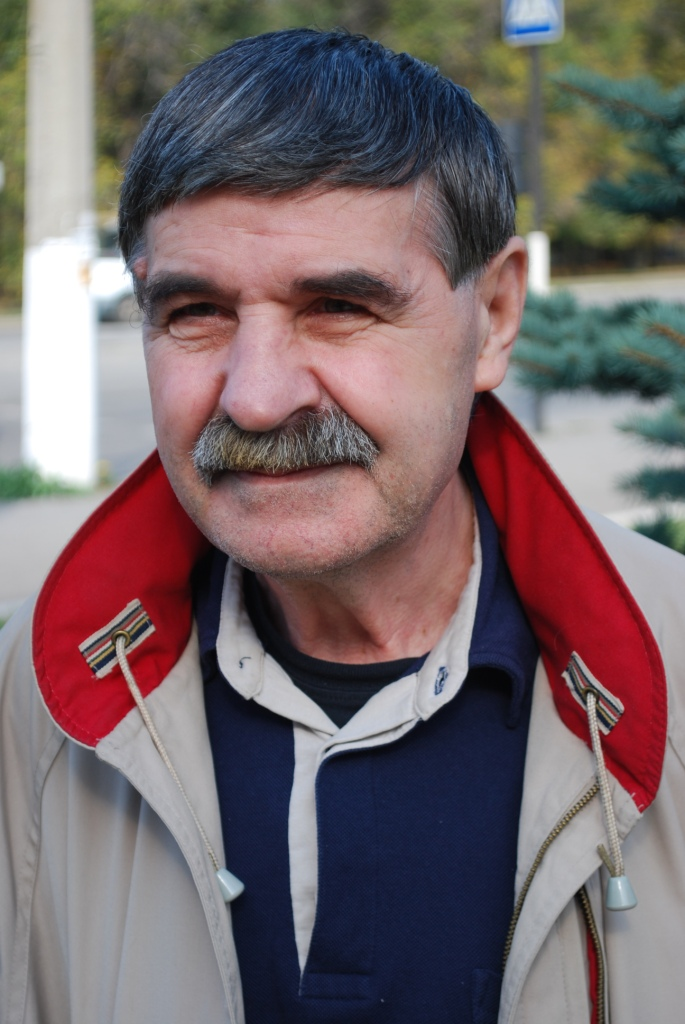
Vaszil Holoborogyko, a Kijevi Költészeti Iskolából

## Dráma
Drámaírók: Olekszandr Irvanec, Nagyija Szimcsics, Neda Nezsdana, Lesz Podervjanszkij, Pavlo Arje, Anna Bahrjana, Olena Klimenko, Oleh Mikolajcsuk-Nizovec, Szerhij Scsucsenko, Artem Visnevszkij, Olekszandra Pohrebinszka, Oleksza Szlipec, Volodimir Szergyuk, Marina Szmiljanec, Ihor Pavljuk.

## Magyar fordításban megjelent művek
- Szerhij Zsadan: Vorosilovgrád (2012) ISBN 9789630792950[3]
- Szerhij Zsadan: Depeche Mode (2010) ISBN 9789630789264[4]
- Jurij Andruhovics: Moszkoviáda (2007) ISBN 9789639610798[5]
- Jurij Andruhovics: Rekreáció (1999) ISBN 9633796962[6]
- Jurij Andruhovics: Shevchenko is OK (2004) ISBN 9638652551[7]
- Jurij Andruhovics: Az én Európám (2004) ISBN 9639529206[8]
- Okszana Zabuzsko: Terepvizsgálatok az ukránok szexuális életéről (1999) ISBN 9630765101[9]
- Tarasz Prohaszko: A Jelesek (2019) ISBN 9789633030844[10]
- Natalka Sznyadanko: Szenvedélygyűjtemény (2018) ISBN 9789633030110[11]

## Fordítás
Ez a szócikk részben vagy egészben  a   Contemporary Ukrainian literature című angol Wikipédia-szócikk fordításán alapul.  Az eredeti cikk szerkesztőit annak laptörténete sorolja fel. Ez a jelzés csupán a megfogalmazás eredetét és a szerzői jogokat jelzi, nem szolgál a cikkben szereplő információk forrásmegjelöléseként.